# Naruto vrtinci
Naruto vrtinci (鳴門の渦潮, Naruto no Uzushio) so plimski vrtinci v Naruto prelivu, prelivu med Narutom v Tokušimi in otokom Avadži v Hjōgo na Japonskem. Preliv med Narutom in otokom Avadži je širok približno 1,3 km. Je ena od povezav med Tihim oceanom in celinskim morjem, vodnim telesom, ki ločuje Honšu in Šikoku, dva glavna japonska otoka. Plima premakne velike količine vode v celinsko morje in iz njega dvakrat na dan. Z razponom do 1,7 m plima ustvari razliko v gladini vode do 1,5 m med celinskim morjem in Pacifikom. Zaradi ozkosti preliva voda dere skozenj s hitrostjo približno 13–15 km/h (8–9 mph) štirikrat na dan, dvakrat priteče in dvakrat izteče. Ustvari se več vrtincev, tako levih kot desnih, ki se združujejo in ločujejo. Med spomladansko plimo lahko hitrost vode doseže 20 km/h (12 mph), kar povzroči vrtince s premerom od 10 do 20 metrov. Sam vrtinec naj bi bil globok več kot 20 metrov.
Tok v prelivu je najhitrejši na Japonskem in četrti najhitrejši na svetu za Saltstraumenom zunaj Bodøja na Norveškem, ki doseže hitrost 37 km/h (23 mph), Moskenstraumnom pri Lofotih na Norveškem (prvotni vrtinec), ki doseže 27,8 km/h (17,3 mph); in vrtinec Old Sow v New Brunswicku v Kanadi s hitrostjo do 27,6 km/h (17,1 mph).
Vrtince je mogoče opazovati z obale na otoku Avadži, s turističnih ladij ali z mostu Ōnaruto iz leta 1985, ki prečka preliv. Viseči most ima skupno dolžino 1629 m, sredinski razpon čez ožino pa ima dolžino 876 m in višino 41 m nad morsko gladino.
Vrtinci so navdihnili ime za narutomaki surimi, ta pa je navdihnil ime Naruto Uzumaki iz mange in animeja Naruto, Uzumaki (うずまき), kar pomeni 'spirala'. Zgodba se začne z gradnjo Velikega mostu Naruto (なると大橋, Naruto Ōhashi) v Deželo valov (波の国, Nami no Kuni), ki temelji na mostu Naruto, ki prečka preliv Naruto.